# Здравствуйте, меня зовут лесбиянка
«Здравствуйте, меня зовут лесбиянка» (дат. Goddag mit navn er lesbisk, англ. Hello, My Name is Lesbian) — датский документальный фильм 2009 года режиссёров Ибен Хаар Андерсен и Минны Гросс.
Фильм рассказывает о жизни лесбийской субкультуры во всём её разнообразии в Дании, которая известна как одна из самых либеральных по отношению к гомосексуалам стран, легализовавшая однополые браки ещё в 80-х годах. Тем не менее, по словам авторов ленты, стереотип «мейнстримной» лесбиянки — мужеподобной, коротко стриженой и удивительно похожей при этом на многих жительниц Ютландии — в обществе ещё силён, и они поставили перед собой задачу показать, насколько реальные проявления однополой любви от него отличаются.
Режиссёры засняли кадры жизни женщин разного возраста (от 18 до 84 лет), чьи воспоминания затрагивают последние пять десятилетий. Лесбиянки рассказывают о своём отношении к жизни, любви, семье, обществу, карьере. Страх и одиночество 50-х (самая старшая героиня картины так никогда в жизни и не произнесла слов, вынесенных в её название), «взрыв» культуры, борьба и революция 70-х, однополые свадьбы 80-х, свобода 2000-х. Одна из ключевых сцен фильма показывает современную однополую свадьбу в Вамдрупе, проходящую под звуки церковного органа, как символ достижений гомосексуальных жителей Дании, но при этом в интервью авторы говорят о том, что психологически совершить каминг-аут так же тяжело в начале XXI века, как и в 1950-е, поскольку это означает признание в том, что ты не такая, как большинство.

## Критика
Катарина Хорнструп Юде (Katrine Hornstrup Yde) в 2013 году относит фильм к антропологическим исследованиям и подчеркивает его теплоту и открытость, которые обусловлены энергичным и восхищенным показом общечеловечески ценных и понятных радостей влюбленности и секса на широком спектре примеров отношений гомосексуальных людей.

## Награды
- Кинофестиваль «Бок о бок» 2010. Приз зрительских симпатий.
- Copenhagen Gay and Lesbian FilmFestival 2009. Приз зрительских симпатий.[3]